# Sint-Olafkerk (Tallinn)
De Sint-Olafkerk (Estisch: Oleviste kirik) is het grootste middeleeuwse bouwwerk in de Estse hoofdstad Tallinn. De gotische basiliek neemt met zijn 123,7 meter hoge toren een opvallende plaats in in het silhouet van de stad. In de loop van de eeuwen is de 12e-eeuwse kerk meerdere malen verwoest en weer herbouwd. Het neogotische interieur en de torenspits dateren beide van na de grote brand van 1820. Het gebouw wordt sinds 1950 gebruikt door een baptistengemeente.
Een oude legende vertelt dat de kerk gebouwd werd door een mysterieuze handwerksman, om meer handelaars naar de stad te lokken. Als de stadsbewoners zijn naam verborgen hielden, zou hij gratis werken. In werkelijkheid was de kerk gewijd aan de Noorse koning Olaf II Haraldsson, de beschermheilige van de zeevaarders.

## Geschiedenis
Het moment waarop de bouw begon is niet bekend. De eerste vermelding van de kerk stamt uit 1267. Na een brand in 1433 werd de oorspronkelijke kerk vanaf 1436 herbouwd, waarbij de basiliek werd verhoogd en verbreed en naar het westen werd uitgebreid, zodat de toren werd ingebouwd. Deze bouwwerkzaamheden werden geleid door Andreas Kulpesu.
De laatste belangrijke toevoeging aan de kerk was de vernieuwde Mariakapel aan de zuidzijde van de kerk, die tussen 1513 en 1521 tot stand kwam. In de oostmuur bevindt zich de cenotaaf van Hans Pawels, die het initiatief had genomen tot de bouw van de kapel. Het monument is vervaardigd door Clemens Pale en Hinrik Byldensnyder,
De kerk brandde tweemaal af: in 1625 en in 1820. Het interieur van de kerk is daardoor 19de-eeuws. De ontwerper was Friedrich Ludwig von Maydell, die hiermee de neogotiek in Estland introduceerde.

## Hoogte van de toren
De kerktoren is waarschijnlijk nooit hoger geweest dan zo'n 125 meter, hoewel vaak wordt verteld dat de toren tussen 1548 en 1625 met een hoogte van 159 meter de hoogste ter wereld is geweest. Deze hoogte berust echter op een misverstand. In een aan het eind van de 18de eeuw teruggevonden document uit 1651 wordt gesteld dat de toren voor de brand van 1625 een hoogte van 84 vadems had. Alleen als deze vadem als Rijnlandse voet wordt opgevat, zou de toren destijds omgerekend 159 meter hoog zijn geweest. In Tallinn was in de 17de eeuw echter de Revalse vadem in gebruik, die een lengte van ongeveer 160 cm had. Daarmee zou de toren niet hoger zijn geweest dan 134 meter. Op grond van contemporaine afbeeldingen wordt tegenwoordig zelfs aan die hoogte getwijfeld.
In Tallinn mochten lange tijd geen bouwwerken worden gebouwd die hoger zijn dan deze kerktoren. Dit principe is echter in 2007 losgelaten..